# Jiva (sanskrit)
Pour les articles homonymes, voir Jiva.
Jīva (devanāgarī: जीव ; masc., mot provenant de la racine verbale jīv qui veut dire « vivre ») est un terme sanskrit qui signifie « vie » ou « âme individuelle » ou « être vivant ». Dans la philosophie indienne, jīva a le sens d'« individualité » ou encore de « soi individualisé ».

## Jīva dans le jaïnisme
Dans le jaïnisme le jiva est synonyme de l'âme, âme qui caractérise tous les êtres vivants. Ce précepte induit d'ailleurs le végétarisme dans le but de respecter toute vie. Il y a deux types de jiva: les libérés du karma et les jiva de ce monde emprisonnés dans le samsara. Ces jivas doivent chercher à se libérer des chaînes des passions pour devenir libres. Pour autant tous les jiva sont égaux et purs. Les autres substances ou dravya existants dans la cosmologie jaïne sont des ajiva.